# Пойдо, Михаил Степанович
Михаил Степанович Пойдо (1903—1965) — советский инженер. Участник атомного проекта. Лауреат Сталинской премии (1953).

## Биография
Родился в 1903 году. В 1925 году вступил в КПСС. В 1927—1931 годах работал механиком и начальником цеха литейно-механического завода в Кыштыме. С 1931 по 1938 год — начальником цеха и главный механик Карабашского медеплавильного завода. Позднее работал на Балхашском медеплавильном заводе, Хапчерангинском комбинате по производству олова и на Московском алюминиево-бронзовом заводе.
В 1947 году поступил на работу во Всесоюзный научно-исследовательский институт неорганических материалов (ВНИИНМ). В декабре 1948 года в составе бригады института отправился на завод химкомбината «Маяк». Занимался организацией механического отделения цеха завода «В» и налаживанием промышленного производства плутония. Руководил работами по точной механической обработке специзделий и доведением их до требуемых геометрических параметров. Под его руководством и при личном участии были разработаны и изготовлены специальные инструменты для этих работ. Благодаря его усилиям специальное изделие № 1 было успешно обработано и доведено до финальных размеров.
В 1950 году М. С. Пойдо вернулся из командировки и продолжил научно-исследовательскую работу. За время работы на заводе он подорвал своё здоровье и долгое время болел. После выздоровления без отрыва от работы завершил обучение в Всесоюзном заочном политехническом институте, защитив в 1953 году диплом по специальности «Технология машиностроения».
До конца жизни работал старшим научным сотрудником ВНИИНМ. В 1961 году получил учёную степень кандидата технических наук. Его диссертация основывалась на результатах деятельности группы, которая разработала и осуществила первую загрузку реактора БР-5 топливом из диоксида плутония.
Жил в Москве по адресу: 2-й Щукинский проезд, дом 2.
Умер в январе 1965 года.

## Награды
- Сталинская премия третьей степени (1953) — за изготовление опытных изделий РДС и освоение серийного производства РДС[5]
- орден Ленина (1949) — за участие в выполнении специального правительственного задания[1]